# Daniel Bertoni
Ricardo Daniel Bertoni Buckle (Bahia Blanca, Argentina, 14 de março de 1955) é um ex -futebolista argentino que atuava como meia-direita, ponta-direita e segundo atacante, e competiu nas Copas do Mundo de 1978 e 1982.

## Títulos
Independiente:
- Campeonato Argentino: 1977
- Libertadores: 1973, 1974, 1975
- Copa Interamericana: 1973, 1974, 1976
- Copa Intercontinental: 1973

Seleção Argentina:
- Copa do Mundo: 1978